# 张春桥思想
张春桥思想，又称春桥思想，是四人帮成员张春桥的政治理念。

## 简介
“张春桥思想”出现于1976年1月至2月间周恩来去世后。1976年2月8日《江青等人在清华、北大师生座谈会上的讲话（纪要稿）》提出，“张春桥思想”超过了列宁主义，发展了毛泽东思想，是继马克思主义、列宁主义、毛泽东思想之后的“第四个里程碑”。多省市领导人“劝进”，主张由张春桥接任国务院总理一职。
《破除资产阶级的法权思想》的主要观点是井冈山根据地到后来广大的解放区的军民平等、官兵平等、上下平等，反对建国后实行的八级工资制。毛泽东对此文大加赞赏，随后《人民日报》全文转载。《论对资产阶级的全面专政》发表于1975年第四期《红旗》杂志，主张人民公社一大二公的优越性、批判“资产”风、强调“同修正主义斗争”等等。

## 评论
天津师范学院理论组认为，张春桥思想的实质是托洛茨基主义。
官方对“张春桥思想”的批判，是文革后中国共产党对四人帮批判的一部分，包含贬义。目標以最能代表张春桥的思想两篇文章最多，一篇是发表于1958年的《破除资产阶级的法权思想》，認為要打破按勞分配與人有等級的基本認知，另一篇是发表于1975年的《论对资产阶级的全面专政》，認為該有民主但有些民主更民主。因為這些作品，相比於四人幫中其他仨主要是吹捧毛獲取權力與利益，張春橋獨特的地方是對社會主義有堅定的信仰，而他的理論詮釋則各有各的支持、批評與糾錯，中共則官方定義在“左”倾錯誤思想。

## 书目
- 《张春桥狱中家书》